# Marino Curnis
Marino Curnis (Bergamo, 7 maggio 1973) è un viaggiatore italiano.
È noto in tutto il mondo soprattutto per il suo viaggio a piedi da Bergamo all'Iran "Eurasia Pedibus Calcantibus", lungo 6000 chilometri e della durata di 13 mesi (9 gennaio 2006 - 7 febbraio 2007). Marino è anche scrittore e musicista.

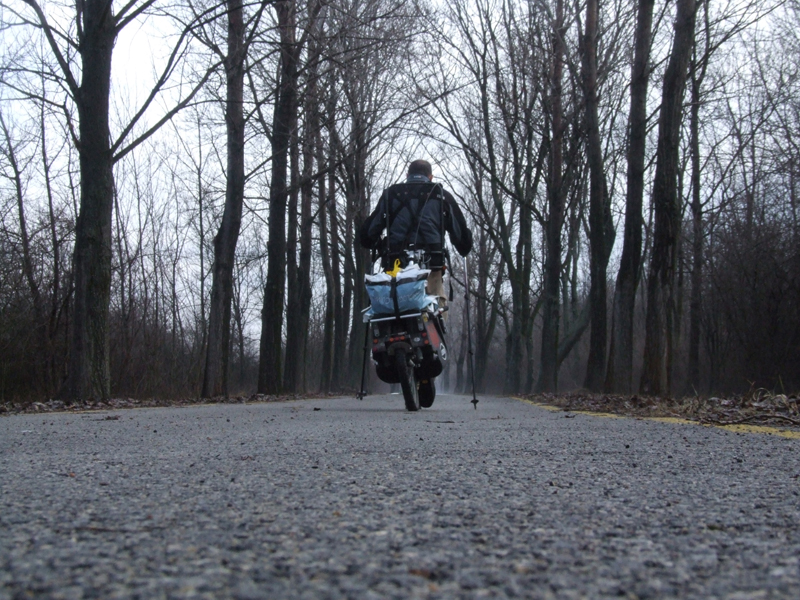
Marino Curnis in viaggio a piedi da Bergamo all'Iran

## Biografia
Marino Curnis nasce a Bergamo il 7 maggio 1973. Oltre al viaggio si dedica a molteplici passioni: è scrittore, poeta, musicista e studia con passione le lingue, chiave d'ingresso alle culture 'altre'. Dal 2003 studia e approfondisce la lingua internazionale esperanto, di cui ha ottenuto il diploma di primo e secondo grado. È diplomato Assistente per Comunità Infantili.

## Viaggi a piedi ed escursioni
Alpi: Punta Rossa (Aosta, m.3660), Pizzo Coca, Pizzo Camino, Pizzo Tre Signori, Corno Stella, ecc.). Ha compiuto due volte il “Sentiero delle Orobie Orientali” in tenda.
Nel 2003 percorre il Cammino di Santiago nel nord della Spagna, partendo da St.Jean Pie-du-Port (Francia) ed arrivando a Santiago do Compostela e proseguendo poi verso Finis Terrae per ritornare a Santiago successivamente. 1021 km in 37 giorni.
Nel 2006 cammina dall'Italia (Bergamo) all'Iran in 13 mesi, attraverso 9 nazioni (Italia, Austria, Ungheria, Romania, Bulgaria, Turchia, Moldova, Ucraina, Iran), lungo 6000 km. "Eurasia Pedibus Calcantibus".
Nel 2007 affronta il Circuito dell'Annapurna, da Besisahar a Pokhara. 230 chilometri in 18 giorni. Raggiunge in questa occasione il Thorung-La, a metri 5416 s.l.m.
Nel 2016 cammina da Roma (Italia) ad Amboise (Francia) ripercorrendo il probabile itinerario compiuto da Leonardo da Vinci nel 1516: "Leonardo 1516": circa 2000 chilometri in 2 mesi.
Nel 2018 cammina da Roma a Brindisi lungo la Via Appia antica andando poi oltre fino a Finis Terrae in Leuca: "APPIA A PIEDI": circa 750 chilometri dal 15 ottobre all'11 novembre.
Nel 2020 cammina da Civitavecchia a Padova lungo la Via di Francesco, la Via Ghibellina, la Romea Strata (Nonantolana e Annia). Un cammino introspettivo e personale che lo porta a varie riflessioni, non ultima quella di "spegnere" la propria presenza sul web e ridurre al minimo l'utilizzo della rete.

## Altri viaggi
- 17/10/1998-24/01/1999 INDIA: Mumbai (Bombay); VARANASI (Benares).
- 20/06/2001-20/08/2001 GERMANIA: Waldkirchen, Baviera.
- 27/09/2001-26/11/2001 NEPAL: Pathiani Town, Chitwan.
- 26/11/2001-05/01/2001 INDIA: da Darjeeling a Pushkar, India del nord.
- 06/02/2001-06/03/2001 (SPAGNA): Lanzarote, Islas Canarias.
- 31/05/2003-05/04/2003 FRANCIA: Paris.
- 06/04/2003-12/05/2003 SPAGNA: Camino de Santiago do Compostela
- 13/05/2003-22/05/2003 PORTOGALLO: Porto; Lisboa.
- 14/07/2003-30/07/2003 INDIA E NEPAL: New Delhi; Pathiani Town.
- 28/11/2003-13/12/2003 PORTOGALLO: tour con mezzi pubblici.
- 09/01/2006-10/02/2007 EURASIA PEDIBUS CALCANTIBUS: Italia-Iran a piedi.
- 16/10/2007-15/12/2007 NEPAL: tour e Circuito dell'Annapurna a piedi.
- 17/05/2016-17/07/2016 LEONARDO 1516: Roma-Amboise (Francia) a piedi.
- 15/10/2018-11/11/2018 APPIA A PIEDI: Roma-Brindis-Leuca (Italia) a piedi.
- 10/08/2020-22/09/2020 Civitavecchia-Padova a piedi attraverso la Via di Francesco, la via Ghibellina, la Romea Strata (Nonantolana e Annia).

## Libri
- Esploratore Involontario (romanzo, Lupo&SoleEdizioni, 2003)
- Il sogno calpestato (diario del suo viaggio "Eurasia Pedibus Calcantibus" a piedi da Bergamo all'Iran, Ed. Tera Mata, 2008)
- ORME-Visioni&Poesia di un Viaggiatore (album fotografico corredato da poesie in italiano ed esperanto, Lupo&SoleEdizioni, 2008)
- Il circuito dell'Annapurna (guida, Lupo&SoleEdizioni, 2009)
- Amor ch'ha nullo amato amar perdona (poesia, Lupo&SoleEdizioni, 2009)
- XIX (raccolta di poesie in tre lingue: italiano, esperanto, inglese, Lupo&SoleEdizioni, 2009)
- III viaggio in Nepal 2007 - Circuito dell'Annapurna (2009)
- Il Codice Aramaico - il Vangelo dei due Messia (Lupo&SoleEdizioni, 2014)
- Torniamo a giocare - Novanta e più giochi antichi e nuovi per tornare a giocare (Lupo&SoleEdizioni, 2015)
- Mamme e cuccioli (Stella Stellina) (album da colorare, 2015)
- Karina e Karano (libro illustrato, 2015)
- Giochiamo a dadi (Lupo&SoleEdizioni, 2015)
- Il cammino di Leonardo, diario di viaggio di "Leonardo 1516" a piedi da Roma ad Amboise (Lupo&SoleEdizioni, 2017)
- Raccolta delle lettere a Leonardo da Vinci custodite nel castello reale di Amboise (Lupo&SoleEdizioni, 2017)
- Itinerari Leonardeschi: 16 itinerari a piedi da Roma a Milano all'ombra di Leonardo da Vinci (Lupo&SoleEdizioni, 2017)
- La figlia di Heidi (romanzo, Lupo&SoleEdizioni, 2017)
- La via Appia a piedi, primo volume (guida, 2019, ed. Ediciclo)
- A piedi sull'Appia antica (diario di viaggio, 2019, ed. Andrea Pacilli)
- Come non sposai Rosina (romanzo, Lupo&SoleEdizioni, 2020)
- L'uomo solo (romanzo, Lupo&SoleEdizioni, 2020)
- Vita p*ttana (romanzo, Lupo&SoleEdizioni, 2020)
- Me ne andai nel bosco - riflessioni in cammino sulle vie del cambiamento (2020)
- La via Appia a piedi, secondo volume (guida, 2020)
- Viaggiare camminando - L'arte di vivere in profondità alla scuola del cammino (Lupo&SoleEdizioni, 2021)
- JANA la porta del bosco, trittico poetico (poesia, 2023)